# Горно-Кобиле
Горно-Кобиле (болг. Горно Кобиле) — село в Болгарии. Находится в Кюстендилской области, входит в общину Трекляно. Население составляет 9 человек.

## Политическая ситуация
Горно-Кобиле подчиняется непосредственно общине и не имеет своего кмета.
Кмет (мэр) общины Трекляно — Камен Стойнев Арсов (Болгарская социалистическая партия (БСП)) по результатам выборов.